# Věra Jakubková
Věra Jakubková (* 16. června 1964) je česká politička, v letech 2006-2010 poslankyně Poslanecké sněmovny, zvolená za Stranu zelených, ze které však byla v březnu 2009 vyloučena a následně spolu s opozicí hlasovala pro nedůvěru vládě Mirka Topolánka.

## Biografie
Vystudovala ostravské gymnázium Na Jízdárně 4. V letech 1984 až 1989 pracovala v sociálním odboru národního výboru města Ostravy, kde vyhledávala pracovní uplatnění pro tělesně a mentálně postižené. V letech roky 1989 až 1995 působila v Krajském ústavu památkové péče a ochrany přírody. V roce 1995 spoluzakládala občanské sdružení Vita, kde je [zdroj?]zástupkyní ředitele a vedoucí středisek ekologické výchovy. Působí také jako lektorka Ostravské univerzity[zdroj?].
14. května 2006, tedy dva týdny před parlamentními volbami, byla Věra Jakubková svědkem incidentu mezi jejím manželem a jedním z čelných kandidátů Strany zelených v Moravskoslezském kraji Jiřím Blahutou. Tato rvačka se stala námětem článků v bulvárním tisku a byla jedním z důvodů, proč krajský manažer Strany zelených vyškrtnul z kandidátky Jiřího Blahutu a jeho přítelkyni Simonu Pavlicovou.
Ve volbách v roce 2006 byla zvolena do poslanecké sněmovny za Stranu zelených (volební obvod Moravskoslezský kraj). Byla členkou sněmovního hospodářského výboru a v letech 2006-2007 i ústavněprávního výboru. Do listopadu 2008 zasedala v poslaneckém klubu Strany zelených, pak působila jako nezařazená poslankyně.
V rámci Strany zelených se postupně dostávala do opozice k vedení strany. Během roku 2008 se vyjádřila kriticky k některým krokům Strany zelených (např. souhlas ministru SZ se smlouvou o umístění americké vojenské základy v Brdech) a zvažovala dokonce vystoupení z poslaneckého klubu SZ v Poslanecké sněmovně PČR.. Své vystoupení z klubu ohlásila 22. listopadu 2008 společně s Olgou Zubovou.
8. března 2009 byla společně s poslankyní Olgou Zubovou, bývalou místopředsedkyní strany Danou Kuchtovou a bratrem předsedy zahraniční sekce Martinem Čáslavkou vyloučena ze Strany zelených. 24. března 2009 patřila mezi několik poslanců původně zvolených za strany vládní koalice, kteří spolu s opozicí hlasovali pro nedůvěru vládě Mirka Topolánka a dosáhli pádu této vlády. Ještě pár hodin před hlasováním jednala s premiérem Topolánkem, ale její návrhy a podmínky premiér nepřijal. Konstatovala pak, že neměla „zájem na tom, aby vláda padla, chtěla jsem hlasovat pro ni, ale pan premiér nepřistoupil na žádný z návrhů, které jsem předkládala.“ V březnu 2009 se stala čestnou členkou Demokratické strany zelených.
Věra Jakubková je vdaná a má dvě děti.